# محمد الحبيب الفاسي الفهري
محمد الحبيب الفاسي الفهري (12 يناير 1932، الصويرة - 17 نوفمبر 2008، الرباط) هو قاض مغربي مارس مهنة القضاة في المحكمة الجنائية الدولية ليوغوسلافيا.

## أعماله
- 1997: L'itinéraire de la justice marocaine
- 1998: Barbelés pour la Méditerranée: nouvelles
- 2004: Jamaa Al Fna, ou, Le rassemblement de la dernière heure